# Blessed are the Sick
Blessed are the Sick är det amerikanska death metal-bandet Morbid Angels andra studioalbum, som gavs ut den 5 juni 1991 av skivbolaget Earache Records. Albumet kom först ut i 12" vinyl, och har därefter återutgivits fem gånger till.

## Låtförteckning
1. "Intro" (instrumental) – 1:27
2. "Fall from Grace" – 5:14
3. "Brainstorm" – 2:35
4. "Rebel Lands" – 2:41
5. "Doomsday Celebration" (instrumental) – 1:50
6. "Day of Suffering" – 1:54
7. "Blessed Are the Sick / Leading the Rats" – 4:47
8. "Thy Kingdom Come" – 3:25
9. "Unholy Blasphemies" – 2:10
10. "Abominations" – 4:27
11. "Desolate Ways" (instrumental) – 1:41
12. "The Ancient Ones" – 5:54
13. "In Remembrance" (instrumental) – 1:26

- Text: David Vincent (spår 2–4, 6–9), Trey Azagthoth (spår 9, 10, 12)
- Musik: Trey Azagthoth (spår 1–10, 12, 13), Richard Brunelle (spår 11)

## Medverkande
Musiker (Morbid Angel-medlemmar)
- Trey Azagthoth – gitarr, keyboard, piano
- Pete Sandoval – trummor
- David Vincent – basgitarr, sång
- Richard Brunelle – gitarr

Produktion
- Morbid Angel – producent
- Tom Morris – ljudtekniker, mixning
- Nimbus – mastering
- Docdata – mastering (2003-utgåvan)
- Jean Delville – omslagsdesign (motiv "Les Tresors De Satan", levde 1867–1953)[3]
- G. Cussac – foto
- Martin Nesbitt – layout